# 大卫·霍克尼
大卫·霍克尼，OM，CH，RA，（英語：1937年7月9日—），英国画家、版画家、舞台设计师及摄影师。

## 简介
大卫·霍克尼于1937年生于英国布拉德福德，是一位公开的同志艺术家，在绘画、摄影、设计等领域都有相当杰出的成就。1948年申请学校时，进入美术班修读，立定志愿要当艺术家。1957~59年进入伦敦皇家艺术学院、切爾西藝術與設計學院与 Bradford Grammar School（位於英格蘭布拉福的文法學校）。1966年在克斯明画廊举办个人画展，他的作品很直接表现出对男性的仰慕，及描绘出现实的同志生活。

### 艺术
霍克尼在1972年所創作的油畫《藝術家肖像（泳池與兩個人像）》，于2018年11月15日在紐約曼哈頓一個拍賣會上被佳士得（Christie's）以約9030萬美元成交，打破在世藝術家作品的最高拍賣價紀錄。

### 成就
大卫·霍克尼在1962年获得伦敦皇家艺术学院的金牌奖。 1963年，艺术家早于他26岁时已举行了他第一个个展，而到1970年他已在伦敦的 Whitechapel Gallery 举办了几个大型回顾展之中的第一回，随后并前往其余三个欧洲机构出席展览。霍克尼已在他的职涯中获得了一定数目的荣誉，包括来自世界各地不同机构的9个荣誉学位。2012年，英国女王伊丽莎白二世为其颁发了英国功绩勋章。 